# SP-419
A SP-419 é uma rodovia transversal do estado de São Paulo, administrada pelo Departamento de Estradas de Rodagem do Estado de São Paulo (DER-SP).

## Denominações
Recebe as seguintes denominações em seu trajeto:
Nome:	Raul Forchero Casasco, Rodovia
- De - até:	SP-300 (Penápolis) - Alto Alegre - Luiziânia
- Legislação:	LEI 3.218 DE 05/01/82

## Descrição
Principais pontos de passagem: SP 300 (Penápolis) - Alto Alegre - Luisiânia

## Características

### Extensão
- Km Inicial: 0,000
- Km Final: 35,400

### Localidades atendidas
- Penápolis
- Alto Alegre
- Jatobá
- Luiziânia